# Carex shortiana
Carex shortiana är en halvgräsart som beskrevs av Chester Dewey och John Torrey. Carex shortiana ingår i släktet starrar, och familjen halvgräs. Inga underarter finns listade i Catalogue of Life.